# HVAR
HVAR "Holy Moses" (ang. High-Velocity Aircraft Rocket – lotniczy pocisk rakietowy dużej prędkości) – niekierowany lotniczy pocisk rakietowy produkcji amerykańskiej, używany w końcowym okresie II wojny światowej oraz w wojnie koreańskiej. Jego nieoficjalne nazwa "Holy Moses" (w amerykańskim slangu wykrzyknik wyrażający zdumienie, niedowierzanie czy zaskoczenie – "o kurczę!") została mu nadana przez pilotów obserwujących rozmiary zniszczenia powodowane przez te pociski. Podczas II wojny światowej wyprodukowano ponad milion pocisków HVAR. Produkcja trwała do 1955 roku. Pozostały na wyposażeniu Marynarki Wojennej USA do połowy lat 60.

## Wprowadzenie: Narodziny "Holy Moses"

### Pojawienie się Lotniczych Pocisków Rakietowych w II Wojnie Światowej
Druga wojna światowa była świadkiem gwałtownego rozwoju technologii wojskowych, w tym lotniczych pocisków rakietowych, które stały się odpowiedzią na taktyczną potrzebę posiadania broni powietrze-ziemia o sile rażenia przewyższającej możliwości karabinów maszynowych i bomb lotniczych w niektórych zastosowaniach. Główne mocarstwa biorące udział w konflikcie, takie jak Rosja Sowiecka, Wielka Brytania i Niemcy, aktywnie rozwijały i wdrażały różnorodne systemy rakietowe, dostosowując je do swoich specyficznych potrzeb taktycznych. Stany Zjednoczone, które na początku swojego zaangażowania w wojnę pozostawały w tyle pod względem gotowości bojowej pocisków rakietowych, szybko przyspieszyły programy badawczo-rozwojowe, dążąc do nadrobienia zaległości i wprowadzenia własnych, skutecznych rozwiązań. Ten dynamiczny rozwój stworzył podwaliny pod powstanie pocisku HVAR.
Rozwój pocisku HVAR nie był zjawiskiem odosobnionym, lecz wpisywał się w szerszy, naglący trend wśród aliantów (a także państw Osi) zmierzający do wykorzystania technologii rakietowej dla uzyskania przewagi taktycznej w II wojnie światowej. Stany Zjednoczone, początkowo opóźnione w tej dziedzinie , szybko dostrzegły potencjał tej broni, obserwując doświadczenia bojowe innych narodów. Impulsem do intensyfikacji prac było nie tylko dążenie do posiadania własnych, zaawansowanych systemów, ale również strategiczna konieczność odpowiedzi na rosnące potrzeby pola walki. Kluczową rolę w przyspieszeniu amerykańskich wysiłków odegrała współpraca z Wielką Brytanią i dzielenie się wiedzą , co podkreśla znaczenie kooperacji technologicznej w ramach sojuszu alianckiego.

### Wprowadzenie Pocisku HVAR
Pocisk lotniczy o dużej prędkości (High Velocity Aircraft Rocket – HVAR), szerzej znany pod przezwiskiem "Holy Moses" (Święty Mojżesz), był jednym z najważniejszych amerykańskich niekierowanych pocisków rakietowych klasy powietrze-ziemia. Jego głównym przeznaczeniem było zwalczanie celów naziemnych i nawodnych z pokładu samolotów. HVAR wszedł do szerokiego użytku podczas II wojny światowej i kontynuował służbę w czasie wojny koreańskiej, co świadczy o jego skuteczności i długowieczności konstrukcji. Sam przydomek "Holy Moses" sugeruje, że pocisk ten był postrzegany jako broń o przytłaczającej sile i skuteczności, co odzwierciedlało psychologiczny wpływ, jaki wywierał na tych, którzy byli świadkami jego użycia lub go stosowali. Przydomek ten jest konsekwentnie odnotowywany w licznych źródłach. Jego geneza, rzekomo związana z okrzykiem jednego z projektantów po udanym teście , wskazuje na imponujący pokaz siły i zniszczenia. Takie potoczne i sugestywne nazwy często nadawane są broniom o postrzeganych jako nadzwyczajne możliwościach, co wyróżniało HVAR na tle bardziej konwencjonalnej amunicji i sugeruje, że wywarł on znaczące wrażenie już na wczesnym etapie. 

## Koncepcja i Rozwój: Tworzenie Broni o Dużej Prędkości

### Niedostatki Poprzednika: 5-calowy Pocisk Lotniczy FFAR (Forward Firing Aircraft Rocket)
Bezpośrednim poprzednikiem HVAR był 5-calowy pocisk lotniczy FFAR (Forward Firing Aircraft Rocket). Konstrukcja ta wywodziła się z wcześniejszego, 3,5-calowego pocisku FFAR  i wykorzystywała głowicę bojową pochodzącą z 5-calowego pocisku przeciwlotniczego, osadzoną na mniejszym, 3,5-calowym silniku rakietowym. Kluczowym ograniczeniem FFAR była jego niska prędkość, wynosząca około 485 mph (780 km/h), spowodowana niewielkim silnikiem i ciężką głowicą. Skutkowało to zakrzywionym torem lotu i zmniejszoną celnością. Ta zasadnicza wada stała się głównym impulsem do opracowania pocisku HVAR. Dążenie do uzyskania bardziej płaskiego toru lotu i poprawy celności poprzez zwiększenie prędkości pocisku było podstawowym motorem napędowym prac nad HVAR. Inżynierowie z California Institute of Technology (Caltech) odegrali wiodącą rolę w tym przedsięwzięciu.

### Rola CALTECH i Naval Ordnance Test Station (NOTS)
Narodowy Komitet Badań Obronnych (National Defense Research Committee – NDRC), a w szczególności jego Sekcja H oraz współpraca z Caltech, odegrały kluczową rolę w amerykańskim programie rozwoju rakiet. Inicjatywa wyszła od dr. Hickmana w 1940 roku, a Sekcja H została utworzona pod jego kierownictwem. Grupa z Caltech, kierowana przez takie postacie jak dr C.C. Lauritsen , przejęła wiodącą rolę, zwłaszcza w projektach dla Biura Uzbrojenia Marynarki Wojennej (Navy Bureau of Ordnance), obejmując wszystkie aspekty prac, od materiałów pędnych po wyrzutnie. To właśnie Caltech odpowiadał za rozwój HVAR.
Naval Ordnance Test Station (NOTS) w Inyokern (China Lake), uruchomiona w grudniu 1943 roku, zapewniła niezbędną infrastrukturę do testowania pocisków, takich jak 3,5-calowy FFAR, 5-calowy FFAR, HVAR i Tiny Tim w 1944 roku. Zakład Pilotujący China Lake (China Lake Pilot Plant) został specjalnie zaprojektowany do wytłaczania ziaren materiału pędnego dla HVAR i Tiny Tim. Chociaż Projekt Camel był głównie związany ze wsparciem Caltech dla Projektu Manhattan (detonatory, testowanie kształtów bomb), NOTS było miejscem tych prac, a rozwój rakiet (w tym HVAR) odbywał się równolegle, wykorzystując te same zasoby instytucjonalne.
Udany i szybki rozwój HVAR był bezpośrednim rezultatem synergicznego ekosystemu obejmującego rządową dalekowzroczność (NDRC), akademicką sprawność badawczą (Caltech), dedykowaną infrastrukturę testową (NOTS) oraz przemysłowe zdolności produkcyjne (Firestone). To zintegrowane podejście było znakiem rozpoznawczym amerykańskiego "Arsenału Demokracji" podczas II wojny światowej i znaczącym czynnikiem przewagi technologicznej aliantów. FFAR wykazywał wyraźne niedociągnięcia. NDRC zidentyfikowało potrzebę i skoordynowało wysiłki badawcze, angażując instytucje akademickie takie jak Caltech. Caltech dostarczył podstawową wiedzę naukową i inżynieryjną w zakresie projektowania rakiet, w tym kluczowe postępy w dziedzinie materiałów pędnych. NOTS zostało utworzone, aby zapewnić dedykowane i bezpieczne środowisko do testowania tej nowej, potężnej broni. Partnerzy przemysłowi, tacy jak Firestone, zostali zaangażowani do masowej produkcji. Żaden pojedynczy podmiot nie byłby w stanie osiągnąć tego samodzielnie; to właśnie wzajemne oddziaływanie i współpraca między tymi różnymi typami organizacji umożliwiły szybkie przejście HVAR od koncepcji do masowo produkowanej, skutecznej broni. Model ten kontrastował z bardziej odizolowanymi podejściami i podkreślał strategiczną siłę USA.

### Przełomy Projektowe
Główną modyfikacją w stosunku do FFAR było zastosowanie silnika rakietowego o tej samej średnicy co głowica bojowa – 5 cali. Pozwoliło to na znaczne zwiększenie ilości materiału pędnego. HVAR przenosił od 23,9 do 24 funtów (około 10,8-11 kg) balistytu, w porównaniu do 8,5 funta w FFAR. Amerykański balistyt charakteryzował się wyższym impulsem właściwym (ponad 200 sekund) w porównaniu do współczesnych mu brytyjskich kordytów, niemieckich materiałów pędnych WASAG czy sowieckich PTP (około 180 sekund). Była to istotna przewaga technologiczna. Ziarno materiału pędnego miało charakterystyczny przekrój w kształcie litery X ("krzyżowy"). Kluczowe dla rakiet o wysokich osiągach, takich jak HVAR, było opracowanie przez grupę z CIT metod suchego wytłaczania grubościennych ziaren balistytu, co stanowiło poważne wyzwanie.
Program HVAR dowodzi krytycznego znaczenia chemii materiałów pędnych i technik produkcyjnych dla osiągów rakiet. Zwiększenie silnika do średnicy 5 cali było tylko częścią rozwiązania; równie istotne dla osiągnięcia pożądanej prędkości i trajektorii było opracowanie i masowa produkcja wysokoenergetycznego, stabilnie spalającego się balistytu przy użyciu zaawansowanych metod wytłaczania. Samo zwiększenie rozmiaru silnika bez lepszego materiału pędnego dałoby suboptymalne rezultaty. HVAR wykorzystywał znacznie więcej materiału pędnego. Impuls właściwy amerykańskiego balistytu był wyższy niż materiałów pędnych innych państw. Wyzwanie związane z produkcją dużych, grubościennych ziaren metodą suchego wytłaczania było znaczącą przeszkodą pokonaną przez Caltech. Wskazuje to, że materiałoznawstwo i inżynieria chemiczna były równie kluczowe dla sukcesu HVAR, co projekt aerodynamiczny i mechaniczny. "Oprogramowanie" (materiał pędny) było równie ważne jak "sprzęt" (korpus rakiety).

### Przydomek "Holy Moses"
Przydomek "Holy Moses" został rzekomo nadany przez Conwaya Snydera z grupy projektowej Caltech, który po obserwacji próbnego odpalenia miał wykrzyknąć "Holy Moses!" pod wrażeniem osiągów pocisku. Pierwsze próbne odpalenie "Holy Moses" odnotowano 29 marca 1944 roku z samolotu TBF.
Harmonogram rozwoju HVAR (pierwsze testy w grudniu 1943/marcu 1944, wejście do służby operacyjnej w czerwcu/lipcu 1944) świadczy o niezwykle skróconym cyklu badawczo-rozwojowym i wdrożeniowym, napędzanym pilnymi potrzebami wojennymi i usprawnionymi procesami, co stanowiło wyraźny kontrast z czasochłonnością rozwoju uzbrojenia w okresie pokoju. Potrzeba została zidentyfikowana z powodu ograniczeń FFAR w trwających walkach. Pierwsze próbne odpalenia silnika HVAR miały miejsce w grudniu 1943 roku , a test "Holy Moses" w marcu 1944 roku. Pocisk wszedł do służby operacyjnej i został użyty w Normandii w czerwcu/lipcu 1944 roku. Oznacza to okres około 6-7 miesięcy od pierwszych testów silnika do wdrożenia bojowego, a być może około roku intensywnych prac rozwojowych wcześniej. To szybkie wprowadzenie do służby odzwierciedla wysoki priorytet nadany projektowi oraz efektywność współpracy rozwojowej.

### Producenci
Firma Firestone Tire and Rubber Company jest wymieniana jako jeden z producentów HVAR. Chociaż historia firmy Firestone nie wspomina konkretnie o produkcji HVAR, źródła ze Smithsonian Institution są w tej kwestii autorytatywne.

## Profil Techniczny: Anatomia HVAR

### Szczegółowe Dane Techniczne[1][2]
- Wymiary:
  - Długość: Około 1,727 m do 1,83 m (68 do 72 cali). Przykład: 172,7 cm.
  - Średnica: 127 mm (5 cali) zarówno dla silnika, jak i głowicy.[4]
- Masa:
  - Masa całkowita: Około 61-64 kg (134-140 funtów).
  - Masa materiału pędnego: Około 10,8-11 kg (23,9-24 funty) balistytu.
  - Masa głowicy/ładunku bojowego: Około 20 kg (45 funtów).
- Konstrukcja Silnika:
  - Silnik rakietowy na paliwo stałe, o średnicy 5 cali. Wykorzystywał materiał pędny typu balistyt z ziarnem o przekroju krzyżowym (w kształcie litery X). Niektóre źródła wspominają o ośmiu dyszach obwodowych do napędu i centralnej dyszy zaworu bezpieczeństwa.
- Materiały:
  - Głównie stal i farba.

### Charakterystyki Osiągów[1][2]
- Prędkość maksymalna 
  - około 403-420 m/s (około 1375-1400 stóp/s lub 900-950 mph). Smithsonian podaje 1530 km/h (950 mph). Ta wysoka prędkość skutkowała bardziej płaskim torem lotu w porównaniu do FFAR, co znacznie poprawiało celność. Przyrost prędkości (Delta V) wzrósł z 216 m/s dla FFAR do 420 m/s dla HVAR.

- Zasięg: 
  - około 5 km (3 mile). Maksymalny zasięg celny podawany jako 1000 jardów.

- Celność: 
  - Mimo że był to pocisk niekierowany i z natury mniej celny niż późniejsze pociski kierowane, jego płaski tor lotu czynił go celniejszym od FFAR. Skuteczność w dużym stopniu zależała od umiejętności pilota.

Konstrukcja HVAR stanowiła znaczący krok naprzód w dziedzinie osiągów niekierowanych pocisków rakietowych, głównie dzięki holistycznemu podejściu, które zoptymalizowało rozmiar silnika, objętość materiału pędnego i jego chemię. Przełożyło się to bezpośrednio na wyższą prędkość i bardziej płaski, przewidywalny tor lotu – klucz do zwiększonej użyteczności na polu walki. Główną wadą FFAR była niska prędkość prowadząca do słabej celności. HVAR rozwiązał ten problem poprzez dopasowanie średnicy silnika i głowicy (5 cali). Pozwoliło to na prawie trzykrotne zwiększenie ładunku materiału pędnego. Sam materiał pędny typu balistyt miał wyższe osiągi. Łączny efekt to niemal podwojenie prędkości (ΔV z 216 m/s do 420 m/s). Ten wzrost prędkości bezpośrednio zapewnił "upragniony płaski tor lotu" , co było podstawowym celem projektowym dla poprawy celności i skuteczności.

### Warianty Głowic Bojowych (II Wojna Światowa i Okres Powojenny)
Początkowe głowice bojowe HVAR z okresu II wojny światowej były często modyfikowanymi pociskami artyleryjskimi kalibru 5 cali/38. Później opracowano głowice specjalnie zaprojektowane do różnych zadań.
- Ogólnego Przeznaczenia (GP) / Burzące (HE):
  - Najpopularniejsze. Zazwyczaj zawierały 3,45 kg (7,6-7,8 funta) TNT lub Composition B. War Thunder wiki  wspomina o dwóch wariantach HVAR w grze: jednym z 3,45 kg TNT i drugim z "Composition B" dającym ekwiwalent 4,52 kg TNT.
  - Głowica Mk 6 HE była popularnym wariantem, zmodyfikowanym z pocisków przeciwlotniczych Common. Istniały wersje Mod 0 i Mod 1, przy czym Mod 1 miała mniej materiału wybuchowego, aby pomieścić zapalnik zbliżeniowy VT.
  - Zwykle posiadały zapalniki denne i nosowe.[10][4]
- Przeciwpancerne Kumulacyjne (SAP):
  - Tylko zapalnik nosowy. Głowica Mk 2 AP, pochodząca z pocisków Special Common, z 2,2 funta (1,00 kg) materiału wybuchowego D.[9]
- Biały Fosfor (WP):
  - Do celów dymnych/oznaczania/zapalających.[2][9]

Modułowość konstrukcji głowic HVAR (GP, SAP, WP, a później HEAT, zapalnik zbliżeniowy) uczyniła go wszechstronnym systemem uzbrojenia, zdolnym do adaptacji do szerokiego zakresu celów, od pojazdów o słabym opancerzeniu i siły żywej po umocnione bunkry i pojazdy pancerne, co zwiększyło jego ogólną wartość i żywotność. Początkowe głowice były modyfikowanymi pociskami artyleryjskimi, co wskazuje na szybką adaptację. Wkrótce potem pojawiły się specjalnie zaprojektowane głowice do różnych zastosowań. Źródła wymieniają warianty GP, SAP i WP dla II wojny światowej. Powojenne modyfikacje dodały głowice HEAT i zapalniki zbliżeniowe. Ta zdolność adaptacji oznaczała, że ten sam podstawowy silnik rakietowy mógł być dostosowany do zwalczania siły żywej, obiektów umocnionych, celów pancernych lub do zadań oznaczania, maksymalizując jego użyteczność w różnorodnych scenariuszach bojowych i przedłużając jego okres służby na czas wojny koreańskiej i później.

### Zdolności Penetrujące[2]
Mógł przebić 4 stopy (1,2 m) żelbetu. 
Głowica GP Mk 6 Mod 0: 1143 mm betonu pod kątem 0°, 838 mm pod kątem 30°.
- Penetracja pancerza:
  - Głowica AP Mk 2: 51-76 mm (2-3 cale). podaje 1,75 cala dla HVAR wobec 1 cala dla M8.
  - Głowica HEAT Mk 25: 263 mm pod kątem 0°, 90 mm pod kątem 70°.

Mimo że był to pocisk niekierowany, zdolność penetracji HVAR przeciwko żelbetowi (do 1,2 m) była znacząca jak na lotniczy pocisk rakietowy tamtej epoki, co czyniło go potężną bronią przeciwko umocnionym pozycjom. Taki poziom penetracji byłby skuteczny przeciwko wielu schronom bojowym, bunkrom i innym umocnionym strukturom z okresu II Wojny Światowej. Ta zdolność, w połączeniu z ładunkiem burzącym, wyjaśnia częste użycie pocisku przeciwko takim strukturom.

## Zastosowanie operacyjne i skuteczność: II Wojna Światowa

### Debiut Bojowy i Początkowy Wpływ[2][1]
Pierwsze użycie bojowe pocisku HVAR miało miejsce w lipcu 1944 roku. Został on wykorzystany przez samoloty Republic P-47D Thunderbolt z 9. Armii Powietrznej USAAF przeciwko celom niemieckim w rejonie St. Lo we Francji, wspierając przełamanie frontu w Normandii. Testy pocisku zakończono do D-Day (6 czerwca 1944 roku), a rakiety Marynarki Wojennej zostały przetransportowane drogą powietrzną do natychmiastowego użycia. Wersje HVAR przeznaczone dla USAAC, używane na P-47, czasami posiadały stalowe wykończenie korpusu silnika oraz specjalne stateczniki z rowkami umożliwiającymi piętrowe mocowanie rakiet, co pozwalało na zabranie większej ich liczby. Takie rozwiązanie stosowano również na samolotach Lockheed P-38 Lightning. Dowódcy tacy jak generał Spots (9. Armia Powietrzna) wyraźnie żądali "rakiet Caltech" (HVAR) zamiast typów dostarczanych przez Army Ordnance, co wskazuje na wczesne uznanie ich wyższości.

### Europejski Teatr Działań Wojennych (ETO)[11]
Na europejskim teatrze działań wojennych HVAR był szeroko stosowany przeciwko niemieckim czołgom, schronom bojowym, stanowiskom artylerii przeciwlotniczej, składom amunicji i paliwa, lokomotywom, bunkrom oraz innej infrastrukturze. Generał Mayers określił go mianem "najlepszej broni przeciwpancernej wojny". Jednakże powojenne analizy (np. z rejonu Mortain, sierpień 1944 roku) sugerowały, że chociaż rakiety miały znaczący wpływ na morale, rzeczywista liczba zniszczonych czołgów mogła być przeszacowana w porównaniu z innymi rodzajami uzbrojenia; w tym konkretnym badaniu rakiety odpowiadały za zniszczenie 7 z 43 niemieckich czołgów. Wyższą skuteczność odnotowano przeciwko celom słabiej opancerzonym, takim jak samochody pancerne i transportery opancerzone. Chociaż w dostarczonych materiałach brakuje konkretnych wzmianek o użyciu HVAR podczas kampanii włoskiej w rejonie Anzio czy Monte Cassino, ogólny kontekst wykorzystania alianckiego lotnictwa przeciwko umocnionym pozycjom niemieckim (Linia Gustawa)  czyni prawdopodobnym użycie HVAR przez samoloty operujące na tym teatrze. Podobnie, brak jest bezpośrednich informacji o użyciu HVAR w bitwie o Ardeny/Bastogne , jednak biorąc pod uwagę jego dostępność i skuteczność przeciwko czołgom i umocnieniom, jego użycie przez wspierające jednostki lotnicze (np. P-47) w tym okresie jest wysoce prawdopodobne.

### Pacyficzny Teatr Działań Wojennych (PTO)
Na Pacyfiku pociski HVAR były intensywnie wykorzystywane przez lotnictwo Marynarki Wojennej USA (USN) i Korpusu Piechoty Morskiej USA (USMC). Celem ataków były japońskie jednostki pływające (transportowce; HVAR przypisuje się zatopienie eskortowców niszczycieli, a nawet pełnowymiarowego niszczyciela ), umocnienia wyspowe, schrony bojowe, stanowiska artylerii przeciwlotniczej, bunkry, zaparkowane samoloty oraz wynurzone okręty podwodne.
Pociski HVAR odegrały znaczącą rolę w kluczowych kampaniach na Pacyfiku, takich jak bitwy o Iwo Jimę i Okinawę. Lotniskowiec USS Bunker Hill, klasy Essex, brał udział w tych operacjach, a jego samoloty (prawdopodobnie F6F Hellcat i F4U Corsair) z pewnością wykorzystywały HVAR. Dywizjon VF-83 stacjonujący na USS Essex używał F6F Hellcat uzbrojonych w HVAR podczas szturmu na Okinawę. HVAR był już standardowym uzbrojeniem samolotów szturmowych pod koniec 1944 roku. Tiny Tim i HVAR dawały samolotom szturmowym (takim jak AD-1 Skyraider, który wszedł do służby bojowej po II WŚ, ale ilustruje filozofię uzbrojenia) siłę ognia większą niż lekki krążownik, co kontekstowo odnosi się do rozwoju uzbrojenia w tamtym okresie.
Szybkie wdrożenie i powszechne przyjęcie HVAR na wielu typach samolotów i teatrach działań zarówno przez USAAF, jak i USN/USMC (a nawet przez sojuszników, takich jak RAF Coastal Command) podkreśla jego postrzeganą wartość taktyczną i zdolność adaptacji. Wypełnił on krytyczną lukę w sile ognia powietrze-ziemia, pomimo swojej niekierowanej natury. To powszechne, międzyserwisowe przyjęcie świadczy o tym, że broń ta rzeczywiście zaspokajała pilną potrzebę operacyjną. HVAR były używane przez P-47 USAAF w Normandii bardzo krótko po zakończeniu prac rozwojowych. Brytyjskie Dowództwo Obrony Wybrzeża zaadaptowało Liberatory do przenoszenia HVAR. To szerokie i szybkie przyjęcie przez różne rodzaje sił zbrojnych, a nawet siły sojusznicze, sugeruje, że HVAR oferował przekonujące możliwości, którym nie dorównywała łatwo inna dostępna amunicja dla niektórych zestawów celów, szczególnie tam, gdzie potrzebne było uderzenie o dużej prędkości i dużej sile wybuchu bez precyzji bombardowania nurkowego, ale z większym zasięgiem niż ostrzał z broni pokładowej.

### Role Specjalistyczne: Zwalczanie Okrętów Podwodnych (ASW - anti-submarine warfare)
Brytyjskie Dowództwo Obrony Wybrzeża (Coastal Command) specjalnie zmodyfikowało swoje bombowce dalekiego zasięgu Liberator III (oraz GR.V), aby mogły przenosić pociski HVAR. Okazały się one szczególnie skuteczne przeciwko wynurzonym niemieckim U-Bootom. Jest to godny uwagi przykład międzyalianckiej adaptacji technologii. Chociaż RAF Coastal Command zniszczyło ogółem 212 U-Bootów , konkretny wkład Liberatorów uzbrojonych w HVAR wymaga ostrożnej kontekstualizacji. Sam Liberator był kluczowym samolotem ASW. HVAR oferował szybszy profil ataku niż bomby głębinowe czy torpedy przeciwko wynurzonemu lub zanurzającemu się U-Bootowi.

### Taktyka Ataku i Celowanie
Niekierowany charakter pocisku oznaczał, że celność zależała od umiejętności pilota, wymagając starannego wycelowania i oszacowania odległości. Taktyka obejmowała nurkowanie w kierunku celu (np. pod kątem do 45 stopni, lub płytsze dla pilotów amerykańskich w celu uniknięcia ognia naziemnego), czasami używając smugaczy z karabinów maszynowych do "naprowadzenia" na cel przed odpaleniem rakiet. Nos samolotu musiał być lekko uniesiony, aby skompensować opadanie rakiety po odpaleniu. Rakiety często odpalano parami lub pełnymi salwami, aby zwiększyć prawdopodobieństwo trafienia.
Chociaż HVAR zapewniał znaczny wzrost siły ognia i efektu moralnego, jego rzeczywista skuteczność przeciwko konkretnym celom umocnionym, takim jak czołgi, mogła być początkowo przeszacowana. Podkreśla to powszechne wyzwanie podczas II wojny światowej związane z oceną precyzyjnego wpływu niekierowanej broni dystansowej w porównaniu z bronią bezpośredniego rażenia lub bombami. Umiejętności pilota były nieproporcjonalnie dużym czynnikiem w osiąganiu sukcesu. Pocisk był chwalony jako wysoce skuteczny, nawet jako "najlepsza broń przeciwpancerna" przez niektórych. Jednak szczegółowa analiza operacyjna (np. Mortain) wykazała niższe rzeczywiste wskaźniki zniszczenia czołgów przez rakiety, niż być może powszechnie sądzono w tamtym czasie. Skuteczność była silnie uzależniona od doświadczenia i umiejętności pilota ze względu na niekierowany charakter oraz potrzebę precyzyjnego celowania i oceny odległości. Sugeruje to potencjalną rozbieżność między postrzeganą siłą (i wpływem psychologicznym) salwy rakiet a wymiernymi wynikami niszczenia niektórych odpornych celów bez bezpośredniego trafienia. Broń ta była bardziej bronią nasycenia obszarowego lub szoku moralnego, chyba że używana przez wysoce wykwalifikowanych pilotów.
Wprowadzenie i użycie HVAR wpłynęło na taktykę bliskiego wsparcia lotniczego (CAS), oferując nowe narzędzie do zwalczania celów punktowych i umocnionych pozycji, które były trudne do zneutralizowania za pomocą karabinów maszynowych lub zbyt małe/ulotne dla skutecznego bombardowania z dużej wysokości. Wypełnił on lukę w zdolnościach bojowych. CAS podczas II wojny światowej obejmowało różne metody, od ostrzału z broni pokładowej po bombardowanie. Rakiety takie jak HVAR zapewniały możliwość dostarczenia znacznego ładunku wybuchowego z większego dystansu niż ostrzał z broni pokładowej i potencjalnie z większą celnością/reaktywnością niż bombardowanie taktyczne dla niektórych celów. Cele takie jak schrony bojowe, stanowiska ogniowe i bunkry były głównymi celami dla HVAR. Konieczność nurkowania i starannego celowania  integrowała się z istniejącymi profilami ataku nurkowego i ostrzału z broni pokładowej, ale z innym efektem broni. Chociaż  zauważa ogólną niedokładność wsparcia lotniczego w II wojnie światowej, płaski tor lotu HVAR był ulepszeniem w stosunku do wcześniejszych rakiet. Możliwość dostarczenia "siły ognia większej niż salwa burtowa niszczyciela" pełną salwą  z jednego samolotu stanowiła znaczną koncentrację siły dostępnej dla CAS.

## Służba i Ewolucja po II Wojnie Światowej
Wojna koreańska wykazała zdolność adaptacji HVAR do samolotów odrzutowych oraz jego ciągłą użyteczność w roli bliskiego wsparcia lotniczego i izolacji pola walki, zanim bardziej zaawansowana amunicja kierowana stała się powszechnie dostępna. Intensywne i skuteczne użycie HVAR w wojnie koreańskiej, nawet na nowych samolotach odrzutowych, podkreśla jego solidną podstawową konstrukcję i utrzymującą się potrzebę niekierowanych rakiet w erze przechodzenia w kierunku pocisków kierowanych. Służył on jako kluczowa broń "wypełniająca lukę", zanim bardziej zaawansowana amunicja powietrze-ziemia stała się powszechnie dostępna i niezawodna. HVAR był technologią z II wojny światowej. Wojna koreańska (1950-1953) była świadkiem wprowadzenia myśliwców odrzutowych w znacznych ilościach. Pomimo bycia "starą" technologią, HVAR były intensywnie używane zarówno przez samoloty śmigłowe (F-51, AD Skyraider), jak i odrzutowe (F-80, F-84, F9F, F-86) w Korei. Ta ciągła zależność sugeruje, że (a) HVAR był nadal wystarczająco skuteczny przeciwko wielu powszechnym celom, (b) nowsze bronie kierowane nie były jeszcze dojrzałe, dostępne w wystarczającej ilości lub opłacalne dla wszystkich scenariuszy, oraz (c) siły powietrzne potrzebowały niezawodnej, znanej broni do CAS i izolacji pola walki. Fakt, że nowe samoloty, takie jak F-84, były projektowane do przenoszenia dużych ładunków HVAR (24 HVAR + 2 Tiny Tims), wskazuje na ciągłą postrzeganą wartość tej broni.
Po II wojnie światowej opracowano nowe warianty głowic: nowy typ ogólnego przeznaczenia z zapalnikiem zbliżeniowym , głowicę przeciw okrętom podwodnym oraz nową głowicę kumulacyjną (HEAT) do zwalczania czołgów (np. Mk 25, 6,5-calowy RAM). Głowica Mk.32 HEAT była używana przez samoloty A-1E Skyraider w Wietnamie. Pociski dymne z białym fosforem również pozostały w użyciu.
Rozwój specjalistycznych powojennych głowic HVAR (HEAT, zapalnik zbliżeniowy) świadczy o wysiłkach zmierzających do przedłużenia żywotności operacyjnej rakiety i dostosowania jej do ewoluujących zagrożeń (np. ciężej opancerzonych czołgów) i ról, nawet gdy jej następca (Zuni) był już w fazie rozwoju. Pokazuje to filozofię stopniowego doskonalenia zamiast natychmiastowego uznania za przestarzałą. HVAR z II wojny światowej miały głowice GP i SAP. Po wojnie pojawiły się nowe zagrożenia, takie jak ulepszone czołgi radzieckie. Opracowanie głowic kumulacyjnych (HEAT) specjalnie odpowiadało na potrzeby zwalczania czołgów. Zapalniki zbliżeniowe zwiększałyby skuteczność przeciwko samolotom (choć HVAR był głównie bronią powietrze-ziemia) lub rozproszonym celom naziemnym. Te wysiłki adaptacyjne miały miejsce równolegle z rozwojem Zuni (Zuni zatwierdzony w 1957 r., produkcja HVAR do 1955 r., w służbie do połowy lat 60.), co wskazuje na chęć maksymalizacji użyteczności istniejących zapasów HVAR i technologii.

### Konwersja na Pocisk Cel TDU-11/B
Niektóre ocalałe pociski HVAR zostały przekształcone w lotnicze pociski-cele do szkolenia w strzelaniu pociskami kierowanymi AIM-9 Sidewinder. Znane jako TDU-11/B (USAF) lub Target Rocket Mark 26 Mod 0 (USN) , wykorzystywały obojętną głowicę Mk.6 z balastem oraz flary smugowe do generowania sygnatury podczerwonej. Zostały wycofane przez USN w połowie lat 60., natomiast USAF i RAAF używały ich aż do lat 80.. Świadczy to o solidności podstawowej konstrukcji silnika rakietowego HVAR.
Konwersja HVAR na cele-drony TDU-11/B ilustruje fundamentalną solidność i niezawodność silnika rakietowego HVAR, który przetrwał swoją pierwotną rolę jako broń bojowa, aby służyć jako narzędzie szkoleniowe dla nowej generacji kierowanych pocisków powietrze-powietrze (AIM-9 Sidewinder). HVAR był niekierowaną rakietą bojową. AIM-9 Sidewinder to kierowany pocisk powietrze-powietrze. Nadwyżkowe HVAR zostały zmodyfikowane, otrzymując obojętne głowice i flary, aby stać się celami do ćwiczeń z Sidewinderami. Aby było to wykonalne, silnik HVAR musiał być wystarczająco niezawodny i przewidywalny w swoich charakterystykach lotu, aby służyć jako spójny cel. Jego użycie w tej roli aż do lat 80. przez USAF/RAAF  wiele mówi o trwałości i niezawodności oryginalnego systemu napędowego HVAR.

## Analiza Porównawcza: HVAR w Kontekście

### HVAR kontra 5-calowy FFAR
Porównanie HVAR z jego bezpośrednim poprzednikiem, 5-calowym FFAR, jednoznacznie wskazuje na znaczący postęp technologiczny. HVAR osiągał znacznie wyższą prędkość (1375-1530 km/h w porównaniu do 780 km/h FFAR), co przekładało się na bardziej płaski tor lotu i lepszą celność. Przyrost prędkości (ΔV) wynosił 420 m/s dla HVAR wobec 216 m/s dla FFAR. HVAR posiadał 5-calowy silnik z około 24 funtami balistytu, podczas gdy FFAR miał 3,5-calowy silnik z około 8,5 funtami materiału pędnego. HVAR był cięższy (61-64 kg vs 36 kg) i nieco dłuższy (1,83 m vs 1,65 m) , ale oferował większy zasięg (5 km vs <1,6 km)  i lepszą penetrację (np. 3 stopy betonu dla HVAR vs 1 stopa dla M8, który był porównywalny lub gorszy od FFAR). HVAR był wyraźnym i znaczącym ulepszeniem, czyniąc 5-calowy FFAR w dużej mierze przestarzałym, gdy HVAR stał się dostępny w większych ilościach.
Wyższość HVAR nad FFAR nie była jedynie stopniowa, ale transformacyjna, fundamentalnie zmieniając użyteczność 5-calowych rakiet dla sił amerykańskich poprzez rozwiązanie krytycznego problemu prędkości i celności. Ten sukces prawdopodobnie wzmocnił wartość modelu rozwojowego Caltech/NOTS w oczach planistów wojskowych. Niska prędkość FFAR była poważnym mankamentem. HVAR niemal podwoił prędkość. Doprowadziło to bezpośrednio do bardziej płaskiego toru lotu i lepszej celności, czyniąc go znacznie skuteczniejszą bronią. Szybkie zastąpienie FFAR przez HVAR tam, gdzie to możliwe, oraz wysokie zapotrzebowanie na HVAR  wskazują na jego uznawaną wyższość. Ten wyraźny sukces potwierdziłby słuszność inwestycji w instytucje takie jak Caltech i NOTS oraz ich podejście, prawdopodobnie zachęcając do dalszych projektów wykorzystujących podobne ramy współpracy badawczo-rozwojowej.

### HVAR kontra Brytyjski RP-3 ("60lb Rocket")
Porównując HVAR z brytyjskim pociskiem RP-3, należy zauważyć różnice w technologii materiałów pędnych: HVAR wykorzystywał amerykański balistyt (impuls właściwy >200s), podczas gdy RP-3 bazował na brytyjskim kordycie (impuls właściwy ~180s). Sugeruje to potencjalną przewagę HVAR pod względem osiągów napędu. Prędkość HVAR wynosiła około 420 m/s. Chociaż prędkość RP-3 nie jest bezpośrednio podawana w większości źródeł,  porównuje szwedzką rakietę m/56D do RP-3, zauważając, że m/56D jest znacznie szybsza. Głowica HVAR zawierała typowo 3,45-3,5 kg HE. RP-3 posiadał różne głowice, w tym 25-funtową SAP i 60-funtową HE. 60-funtowa głowica HE dla RP-3 byłaby znacznie większa niż standardowa głowica HE HVAR.  wspomina o Triplex R.P. (trzy silniki RP-3) z ładunkiem 12,7 kg TNT, znacznie przewyższającym pojedynczy HVAR. Oba pociski były niekierowane i ich celność zależała od umiejętności pilota. RP-3 były znane z tego, że celowano nimi nieco poniżej linii wodnej przeciwko okrętom podwodnym, ponieważ mogły zakrzywiać tor lotu w górę. Ogólnie rzecz biorąc, HVAR prawdopodobnie miał wyższą prędkość i lepszą trajektorię dzięki lepszemu materiałowi pędnemu. RP-3 mógł przenosić cięższą głowicę w wariancie 60-funtowym. Oba pociski były kluczowymi broniami dla swoich sił powietrznych.  wymienia RP-3 jako broń o podobnej konfiguracji lub roli do HVAR.
Chociaż HVAR i brytyjski RP-3 pełniły podobne role powietrze-ziemia, różnice w technologii materiałów pędnych (amerykański balistyt kontra brytyjski kordyt) prawdopodobnie dawały HVAR przewagę pod względem prędkości i potencjalnie zasięgu dla danej wielkości głowicy, podczas gdy system RP-3 oferował opcje znacznie cięższych głowic (np. 60lb HE, Triplex R.P.). Odzwierciedla to różne priorytety projektowe lub dostępne technologie. Amerykański balistyt miał wyższy impuls właściwy niż brytyjski kordyt. Wyższy impuls właściwy generalnie przekłada się na wyższą prędkość lub większą nośność dla danego rozmiaru silnika. HVAR osiągał wysokie prędkości (420 m/s). RP-3 oferował bardzo ciężkie opcje głowic, takie jak 60-funtowy pocisk lub Triplex R.P. z 12,7 kg TNT , co sugeruje skupienie na maksymalizacji siły niszczącej, być może kosztem pewnej prędkości w porównaniu do HVAR ze standardową głowicą. Sugeruje to kompromis: HVAR zoptymalizowany pod kątem prędkości i płaskiego toru lotu z umiarkowaną głowicą, RP-3 oferował szerszy zakres siły rażenia głowic, w tym bardzo ciężkie opcje.

### HVAR kontra Niemiecki Wfr. Gr. 21 (BR 21)
Niemiecki pocisk Wfr. Gr. 21 był pierwotnie opracowany jako broń powietrze-powietrze do rozbijania formacji bombowców, chociaż był modyfikacją rakiety piechoty. HVAR był przede wszystkim bronią powietrze-ziemia. Wfr. Gr. 21 był większy (średnica 21 cm) i cięższy (rakieta z wyrzutnią ~112 kg) , podczas gdy HVAR miał średnicę 12,7 cm i masę ~61-64 kg. Głowica Wfr. Gr. 21 ważyła aż 40,8 kg , zaprojektowana do niszczenia bombowców siłą podmuchu, podczas gdy głowica HE HVAR ważyła około 3,5 kg. Prędkość Wfr. Gr. 21 wynosiła 320 m/s , a HVAR około 420 m/s , co czyniło amerykański pocisk znacznie szybszym. Oba były niekierowane; Wfr. Gr. 21 był stabilizowany obrotowo , a HVAR statecznikami. Wyrzutnie Wfr. Gr. 21 powodowały znaczny opór aerodynamiczny, zmniejszając osiągi myśliwca, choć były odrzucane. HVAR był zazwyczaj odpalany z prostszych szyn lub pylonów. Dyskusje na forach gier (Enlisted/War Thunder ) wskazują, że użytkownicy zauważają większy efekt burzący/promień rażenia Wfr. Gr. 21, podczas gdy HVAR ma większą penetrację. Piloci często preferują większą liczbę HVAR (np. 10) niż mniejszą Wfr. Gr. 21 (np. 2) ze względu na konieczność oddania wielu strzałów niekierowanymi rakietami. Ogólnie rzecz biorąc, były to pociski zaprojektowane do różnych celów. HVAR był bardziej wszechstronną bronią powietrze-ziemia o lepszej prędkości, podczas gdy Wfr. Gr. 21 był wyspecjalizowaną, choć nieporęczną, rakietą przeciwbombową.
Porównanie HVAR z niemieckim Wfr. Gr. 21 podkreśla, jak różne doktryny taktyczne (precyzyjny atak naziemny kontra efekt obszarowy przeciw bombowcom) prowadziły do odmiennych projektów rakiet, nawet przy adaptacji istniejących rakiet artyleryjskich. HVAR był bardziej wszechstronną bronią dzięki lepszej aerodynamice i prędkości, podczas gdy Wfr. Gr. 21 był wyspecjalizowanym, aczkolwiek nieporęcznym, rozwiązaniem specyficznego problemu obrony powietrznej. HVAR został zaprojektowany do ataku naziemnego od samego początku (jako ulepszenie FFAR). Wfr. Gr. 21 został zaadaptowany z rakiety piechoty do użytku powietrze-powietrze przeciwko bombowcom. Projekt HVAR skupiał się na prędkości dla uzyskania płaskiego toru lotu. Wfr. Gr. 21 koncentrował się na masywnej głowicy dla uzyskania efektu podmuchu. System wyrzutni Wfr. Gr. 21 narzucał znaczne kary wydajnościowe myśliwcom , w przeciwieństwie do stosunkowo prostszych wyrzutni HVAR. Pokazuje to, że chociaż oba były "rakietami", ich zamierzone zastosowania doprowadziły do bardzo różnych kompromisów inżynieryjnych i ostatecznych charakterystyk.

## Wnioski
Pocisk HVAR był wysoce skuteczną, niekierowaną rakietą o dużej prędkości, która znacząco zwiększyła siłę ognia powietrze-ziemia sił alianckich podczas II wojny światowej i wojny koreańskiej. Stanowił wyraźne ulepszenie w stosunku do wcześniejszego pocisku FFAR i wykazał się wszechstronnością w zwalczaniu szerokiej gamy celów.
HVAR dostarczył pilotom potężnej broni do bliskiego wsparcia lotniczego i izolacji pola walki, zdolnej do przenoszenia znacznego ładunku bojowego z większą celnością niż jego poprzednicy. Wpłynął na taktykę ataku, wymagając specyficznych profili nurkowania i technik celowania. Jego sukces prawdopodobnie stymulował dalszy rozwój lotniczych pocisków rakietowych, torując drogę dla późniejszych systemów, takich jak Zuni.
HVAR reprezentował udane połączenie projektu aerodynamicznego, zaawansowanej chemii materiałów pędnych (balistyt) i efektywnej konstrukcji silnika. Sam proces rozwojowy, obejmujący współpracę między środowiskiem akademickim (Caltech), rządowymi organami badawczymi (NDRC) i wojskowymi ośrodkami testowymi (NOTS), ustanowił precedens dla przyszłego rozwoju uzbrojenia.
Dziedzictwo HVAR wykracza poza jego bezpośredni wkład bojowy; stanowi on kluczowy moment w ewolucji lotniczych pocisków rakietowych, demonstrując żywotność niekierowanych rakiet o dużej prędkości jako standardowego uzbrojenia i przygotowując grunt pod rozwój bardziej zaawansowanych kierowanych pocisków powietrze-ziemia. Był to kluczowy krok ewolucyjny. Przed HVAR, lotnicze pociski rakietowe, takie jak FFAR, miały znaczące ograniczenia. Sukces HVAR w dostarczaniu znacznej głowicy z rozsądną celnością (jak na broń niekierowaną) i dobrą prędkością uczynił rakiety głównym, niezawodnym uzbrojeniem powietrze-ziemia. To powszechne przyjęcie i udowodniona skuteczność zachęciłyby planistów wojskowych i inżynierów do dalszych inwestycji w technologię rakietową. Chociaż HVAR był niekierowany, jego sukces w zademonstrowaniu potencjału lotniczych pocisków rakietowych naturalnie doprowadziłby do badań nad dalszą poprawą celności, czego kulminacją były systemy kierowane. Zuni, jego następca, ostatecznie miał warianty naprowadzane laserowo.
Ponad milion wyprodukowanych egzemplarzy, szerokie zastosowanie bojowe oraz powojenne adaptacje (np. jako cel latający) świadczą o solidnej i efektywnej konstrukcji pocisku. "Holy Moses" pozostaje ikoniczną bronią w historii lotnictwa II wojny światowej.
Historia HVAR jest również świadectwem zdolności Stanów Zjednoczonych do szybkiej mobilizacji technologicznej i adaptacji w czasie wojny, przekształcając się z narodu, który w momencie ataku na Pearl Harbor "nie miał ani jednej rakiety w służbie", w wiodącego producenta i użytkownika zaawansowanej amunicji rakietowej w ciągu kilku lat. Ta szybka krzywa uczenia się i skala przemysłowa były decydującym czynnikiem zwycięstwa aliantów. USA rozpoczęły II wojnę światową bez rakiet w służbie i z ograniczonymi planami. Do dnia VJ-Day armia i marynarka wojenna zamawiały rakiety w ogromnych ilościach (setki milionów dolarów rocznie/miesięcznie). Wyprodukowano ponad milion samych HVAR. Ten szybki wzrost produkcji obejmował pokonanie znacznych wyzwań w obszarach takich jak produkcja materiałów pędnych. HVAR jest doskonałym przykładem tej zdolności do szybkiego rozwoju i masowej produkcji, odzwierciedlając szerszy wysiłek narodowy, który był kluczowy dla wyniku wojny.